# Nuevo Buenavista
Nuevo Buenavista är en ort i Mexiko.   Den ligger i kommunen San Miguel Soyaltepec och delstaten Oaxaca, i den sydöstra delen av landet, 300 km öster om huvudstaden Mexico City. Nuevo Buenavista ligger 57 meter över havet och antalet invånare är 266.
Terrängen runt Nuevo Buenavista är platt österut, men västerut är den kuperad. Terrängen runt Nuevo Buenavista sluttar österut. Runt Nuevo Buenavista är det ganska tätbefolkat, med 100 invånare per kvadratkilometer. Närmaste större samhälle är Isla Soyaltepec, 19,8 km sydväst om Nuevo Buenavista. Trakten runt Nuevo Buenavista består till största delen av jordbruksmark.